# Eremophila parvifolia
Eremophila parvifolia är en flenörtsväxtart som beskrevs av John McConnell Black. Eremophila parvifolia ingår i släktet Eremophila och familjen flenörtsväxter. Inga underarter finns listade i Catalogue of Life.